# Surprise! Surprise!
Surprise! Surprise, met de ondertitel A Collection of Mystery Stories with Unexpected Endings, is een bundel met twaalf kort verhalen geschreven door Agatha Christie. Het betreft een bloemlezing uit zes andere collecties. De bundeling werd in 1965 uitgegeven door Dodd, Mead and Company. De Nederlandse vertalingen van de verhalen staan in negen verschillende verhalenbundels.

## Verhalen
| Engelse titel                                                 | Bundel US                                         | Nederlandse titel                | Nederlandse bundel             |
| ------------------------------------------------------------- | ------------------------------------------------- | -------------------------------- | ------------------------------ |
| Double Sin                                                    | Double Sin and Other Stories                      | Dubbele zonde                    | Het wespennest                 |
| The Arcadian Deer                                             | The Labours of Hercules                           | De Arcadische hinde              | De werken van Hercules         |
| The Adventure of Johnnie Waverly                              | Three Blind Mice and Other Stories                | Het avontuur van Johnny Waverly  | De muizeval en andere verhalen |
| Where There’s A Will Ook: Wireless                            | The Witness for the Prosecution and Other Stories | Het Testament                    | Getuige à charge               |
| Greenshaw’s Folly                                             | Double Sin and Other Stories                      | De blunder van Greenshaw         | Avontuur met een kerstpudding  |
| The Case of the Perfect Maid                                  | Three Blind Mice and Other Stories                | Het geval van de huisbewaardster | De muizeval en andere verhalen |
| At the Bells and Motley                                       | The Mysterious Mr Quin                            | In 'De bellen en het Narrenpak'  | De geheimzinnige Mr. Quin      |
| The Case of the Distressed Lady                               | Mr. Parker Pyne, Detective                        | Vrouw in nood                    | Het gelukskantoor              |
| The Third Floor Flat                                          | Three Blind Mice and Other Stories                | Moord in het flatgebouw          | Jane zoekt een baan            |
| The Mystery of the Spanish Shawl Ook Mr. Eastwood's Adventure | The Witness for the Prosecution and Other Stories | Het avontuur van meneer Eastwood | Het Listerdale-mysterie        |
| The Cornish Mystery                                           | The Under Dog and Other Stories                   | Poirot komt te laat              | Jane zoekt een baan            |
| The Witness for the Prosecution                               | The Witness for the Prosecution and Other Stories | Getuige à charge                 | Getuige à charge               |